# Komitet Naukowo-Humanitarny

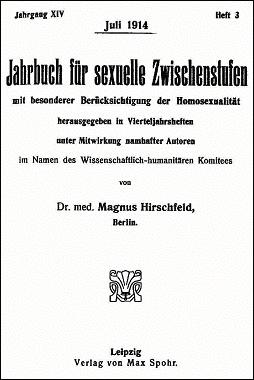
Wydanie Jahrbuchs für sexuelle Zwischenstufen z 1914

Komitet Naukowo-Humanitarny (niem. Wissenschaftlich-humanitäres Komitee, WhK) – pierwsza na świecie organizacja działająca na rzecz poprawy sytuacji osób LGBT założona 15 maja 1897 roku pod przewodnictwem Magnusa Hirschfelda. 
Pierwszymi członkami byli Magnus Hirschfeld, wydawca Max Spohr, prawnik Eduard Oberg oraz pisarz Franz Joseph von Bülow, następnie dołączyli Erich Bohn, członek zarządu w 1907, Adolf Brand (opuścił on po pewnym czasie organizację ze względów na różnice poglądowe z Hirschfeldem), Benedict Friedländer oraz Kurt Hiller, który objął funkcję przewodniczącego ruchu w 1929 r. Od 1919 r. siedzibą Komitetu był Instytut Seksuologiczny w Berlinie.
WhK zapoczątkował kampanię na rzecz zniesienia paragrafu 175 wnioskując, że jedyne akty homoseksualne podlegające penalizacji winny być aktami seksualnej przemocy: gwałtu lub z osobami niezdolnymi do wyrażenia na taki akt zgody (dzieci, osoby niepełnosprawne mentalnie). Komitet zajmował się działalnością edukacyjną, publikował prace z zakresu seksuologii, prowadził pracę badawcze z seksuologii i podejmował działania polityczne na rzecz równouprawnienia homoseksualistów. Motto komitetu brzmiało: „przez naukę do sprawiedliwości“ (łac. Per scientiam ad justiciam) i wyrażało przekonanie, że badania naukowe nad homoseksualizmem sprawią, że zniknie wrogość wobec homoseksualistów. 
Jednym z najważniejszych działań komitetu była zbiórka podpisów pod petycją domagającą się dekryminalizacji homoseksualizmu (zniesienia paragrafu 175). W 1898 roku Hirschfeld nawiązał z kontakt z przywódcą niemieckiej partii socjaldemokratycznej (SPD) Augustem Bebelem. Bebel podpisał petycje i złożył w parlamencie projekt ustawy dekryminalizującej homoseksualizm. Projekt ustawy wywołał dyskusje w Reichstagu, nie zyskał jednak większości. Komitet dalej zbierał jednak podpisy. W 1902 roku petycję podpisało już 4500 osób, w 1906 6000 osób, a w 1924 10 000 osób. Hirschfeld pozyskał sympatie liderów SPD, oprócz Bebela petycję podpisał także Karl Kautsky i Eduard Bernstein. Udało się pozyskać poparcie wielu artystów i pisarzy, swoje podpisy pod petycją złożyli Rainer Maria Rilke, Hermann Hesse, Max Nordau, Tomasz Mann, Albert Einstein.
W celu popularyzacji swoich idei komitet organizował mityngi w berlińskich piwiarniach. Występował na nich sam Hirschfeld i inni działacze. Niektóre zgromadzenia przyciągały nawet 1000 osób. 
Komitet rozpoczął wydawanie pierwszych niemieckich czasopism naukowych z zakresu seksuologii Jahrbuchs für sexuelle Zwischenstufen (wydawane w latach 1899–1925), Zeitschrift für Sexualwissenschaft (1908–1933) .
Nieudanej próby powojennej reaktywacji organizacji podjął się w 1962 roku w Hamburgu Kurt Hiller.